# Aline Sitoé Diatta
Aline Sitoé Diatta, aussi appelée « La Dame de Kabrousse », née en 1920 à Kabrousse dans le sud du Sénégal, et morte en 1944 à Tombouctou, au Mali, est une héroïne de la résistance sénégalaise et particulièrement de la Casamance contre la colonisation française.
Cheffe d'un groupe religieux local diola vivant dans le village de Kabrousse, en Basse-Casamance, Diatta fut l'une des dirigeantes d'un mouvement de résistance fiscale pendant la Seconde Guerre mondiale.

## Biographie
Aline Sitoé Diatta naît en 1920 à Nialou, un quartier de la commune de Kabrousse, en Casamance, une région du sud du Sénégal, à l'époque colonie française au sein de l'Afrique-Occidentale française. Ses parents sont Silisia Diatta et Assonelo Diatta, mais elle est élevée par son oncle paternel Elaballin Diatta à la mort de son père.

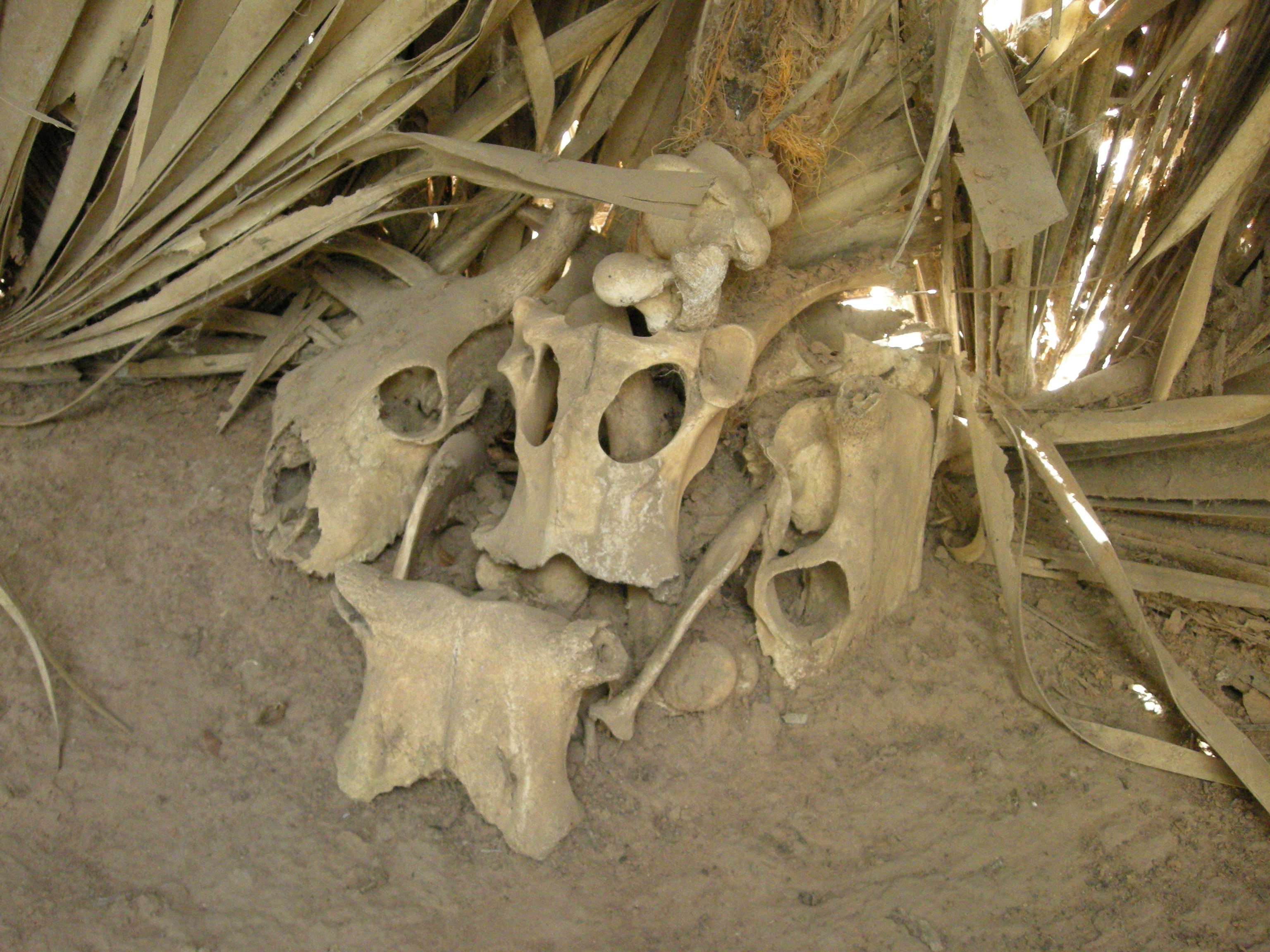
Musée des traditions diolas à Mlomp (Casamance) : fétiches.

Pour gagner sa vie, elle se rend à Ziguinchor pour travailler comme docker. Mais à cause des conditions de vie éprouvantes, elle va quitter la Casamance pour Dakar, où elle sera bonne à tout faire chez un colon, régisseur des produits de base dans l’Afrique de l'Ouest,. C'est là qu'elle rencontre un homme lui aussi originaire de Kabrousse, Thomas Diatta, docker au port de Dakar, et elle aura une fille prénommée Seynabou. On ne sait pas encore si les deux étaient mariés, ni ce qu'il advint plus tard de Thomas Diatta,.
En 1941, elle aurait entendu des voix lui enjoignant de libérer son peuple de l’administration coloniale. On dit qu'elle ignora d'abord cette voix, qu'elle attribua au dieu des Diola, Emitaï, pendant quelques jours. Quatre jours plus tard, elle était paralysée ; d'autres sources affirment cependant qu'elle était paralysée depuis son enfance.
Elle est ensuite ramenée en Casamance, la paralysie cessa dès son arrivée, mais une légère boiterie est restée. Elle fut élue reine de son village Kabrousse et était considérée comme une prophétesse par son peuple. On l’appelait « la femme qui était plus qu’un homme ». On disait qu'elle avait des pouvoirs de guérison, et de nombreuses personnes se rendaient en pèlerinage auprès d'elle pour vivre un miracle.
Elle disait aussi être porteuse d’un message divin qui consistait en un retour aux sources. Ainsi, elle réhabilita l’ancienne semaine diola des 6 jours (5 jours travaillés et repos le 6e jour), ordonna des sacrifices, de nouvelles formes de prières, une nouvelle religion traditionnelle. Après la pluie de juin 1942, on lui a attribué des capacités surnaturelles. L’attirance de Diatta pour le peuple a mis les Français en alerte.
Lorsque les autorités françaises ont confisqué la moitié de la récolte de riz de la région à cause de la guerre, Aline Sitoé Diatta et d'autres femmes du marché ont lancé une campagne : elles ont appelé la population à refuser de coopérer avec les Français, à cesser de payer les impôts, à rejeter la demande de cultiver des arachides au lieu du riz et à refuser d'être enrôlées dans l'armée française l'entraînant dans un mouvement de désobéissance civile,. Elle a également réclamé de meilleures conditions de travail et le droit de pratiquer sa religion. En conséquence, des soulèvements ont éclaté. À cette époque, le Sénégal était sous le régime de Vichy,.
Le chercheur Paul Diedhiou donne en 2011 une version différente de ce parcours singulier. Aline Sitoé Diatta serait une féticheuse qui aurait reçu, lorsqu'elle vivait à Dakar, la révélation d'un culte de la pluie appelé Kasarah. De retour à Kabrousse, « elle reçut l’ordre d’assumer les responsabilités de prêtresse du culte Kassarah, le nom du fétiche. Elle commence alors à lancer des appels à travers les villages proches », appels qui ameutent la population et font craindre, aux représentants locaux de l'administration coloniale, un mouvement de rébellion,,.
En 1943, le pouvoir français était fragilisé par son effondrement militaire du début de la Seconde Guerre mondiale et cette région diola était réputée réfractaire à toute forme d'autorité autre que la tradition clanique. Considérée comme dangereuse par l'administration coloniale française, les forces armées ont alors mené plusieurs tentatives d'assassinat contre Aline, et le 8 mai 1943, elle est arrêtée avec 17 hommes qui, comme elle, sont condamnés à de lourdes peines. Onze d’entre eux sont morts au cours de la première année de leur incarcération. Des recherches historiques ultérieures suggèrent que les Français ont utilisé Aline Sitoé Diatta et ses compagnons de captivité comme « boucs émissaires » pour mettre fin à la révolte au sein de la population.
Elle fut ensuite jugée, puis alla d’une prison à l’autre au Sénégal et en Gambie et fut finalement déportée à Tombouctou, au Mali,, où elle meurt de mauvais traitements en 1944 à l'âge de 24 ans, devenant une figure emblématique de la résistance casamançaise à la colonisation,,.

## Hommages
Depuis sa mort, Diatta est devenue l'un des symboles les plus connus de la résistance en Afrique de l'Ouest et un symbole national au Sénégal, notamment en Casamance.

C'est le prêtre et homme politique sénégalais Augustin Diamacoune Senghor qui, à partir des années 1980, a érigé Aline Sitoé Diatta en héroïne nationale comme fondement idéologique de sa propre politique. Il a discuté avec le président de l’époque, Abdou Diouf, du droit d’interpréter la situation et de savoir à qui Diatta « appartenait » désormais. Il a également lancé des recherches sur son emprisonnement et sa mort, qui n'avaient pas été officiellement confirmées jusqu'alors.

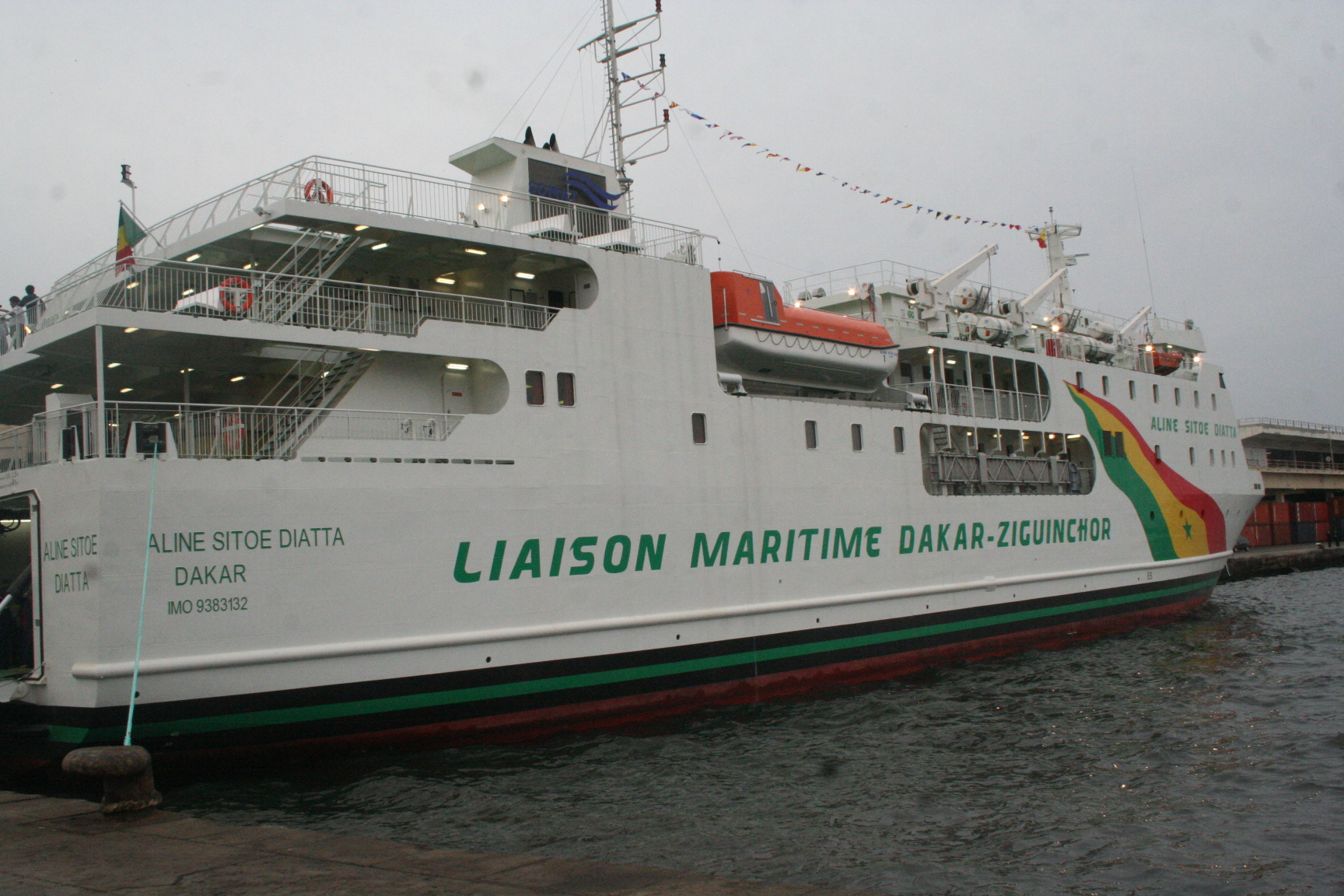
Le ferry Aline-Sitoé-Diatta.

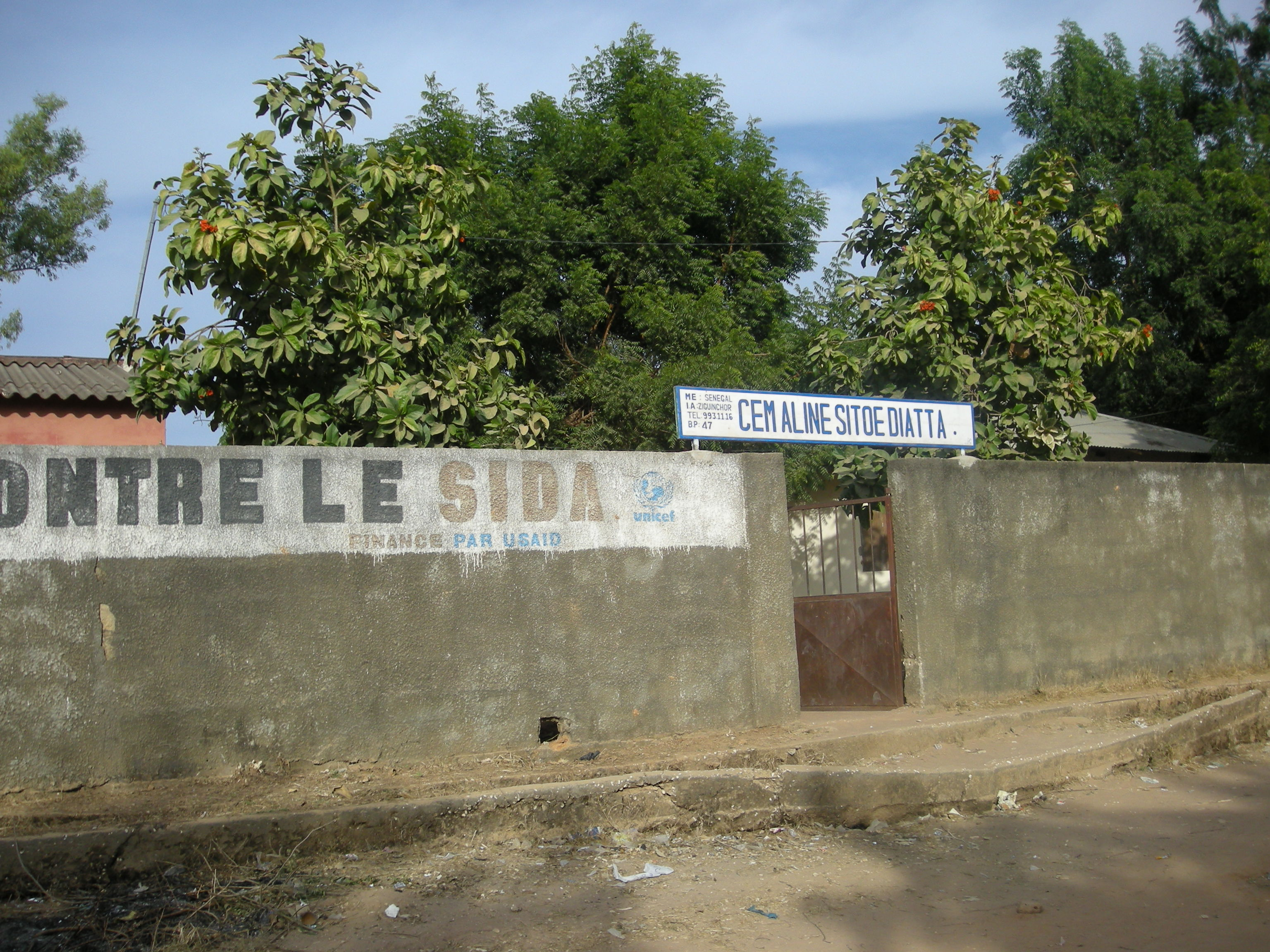
Le CEM Aline-Sitoé-Diatta à Oussouye.

- Son nom a été donné au campus social de l'université Cheikh-Anta-Diop de Dakar (la cité Aline-Sitoé-Diatta) réservé aux étudiantes, à un stade de Ziguinchor (le stade Aline-Sitoé-Diatta), ainsi qu'à diverses écoles et organisations.

- Une exposition itinérante lui a été consacrée au Sénégal en 2007[15]. Elle est le sujet d'une œuvre du photographe portraitiste sénégalais Omar Victor DIOP, intitulée « Aline Sitoé Diatta, 1944 » (série « Liberty », 2017).

- Le Aline Sitoé Diatta est le bateau qui assure depuis 2008 la liaison Dakar-Ziguinchor, en remplacement du Wilis, lui-même successeur du Joola, dont le naufrage a marqué les mémoires au Sénégal.

- Le court-métrage À la recherche d'Aline réalisé par Rokhaya Marieme Baldé en 2020 est centré autour du personnage d'Aline Sitoé Diatta. Le court-métrage reçoit le prix du court-métrage documentaire à IndieLisboa (de) en 2021[16].

- Sorti en 2020, le roman biographique Aline et les hommes de guerre de l'écrivaine Karina Silla raconte la vie d'Aline Sitoé Diatta.
- Le prix Aline Sitoe Diatta est aussi un prix pubic décerné par l'association féministe Yewwu-Yewwi[17] au président du Burkina Faso Thomas Sankara en reconnaissance de son engagement en faveur de la promotion des droits des femmes[18].
- En 2008, une pièce de monnaie fantaisie non officielle du « Royaume de Kabrousse » a été émise en l'honneur de la Reine Aline Sitoé Diatta. La pièce la désigne comme « La femme qui était plus qu'un homme ».

Depuis les années 1990, la vie de Diatta a été reprise à de nombreuses reprises par des artistes, influençant ainsi la mémoire historique. Le musicien Alioune Kassé a écrit une chanson sur elle. L'auteur Marouba Fall a écrit la pièce Dame de Kabrus ainsi que le livre Aliin Sitooye Jaata : ou la Dame de Kabrus, qui tourne autour de Diatta.
En 2004, des lycéennes casamançaises ont célébré pendant deux jours les Journées Culturelles Aline Sitoé Diatta sur le site de l'ancienne Cité Claudel, qui porte aujourd'hui le nom de Diatta. Ils ont également appelé au retour des cendres de Diatta du Mali au Sénégal, même si leur localisation reste inconnue.